# RWD-8
RWD-8 – polski samolot szkolny, skonstruowany przez zespół konstrukcyjny RWD, używany w polskim lotnictwie wojskowym od 1934 do 1939 jako podstawowy samolot szkolny, a w czasie wojny obronnej Polski w 1939 jako samolot łącznikowy.

## Historia

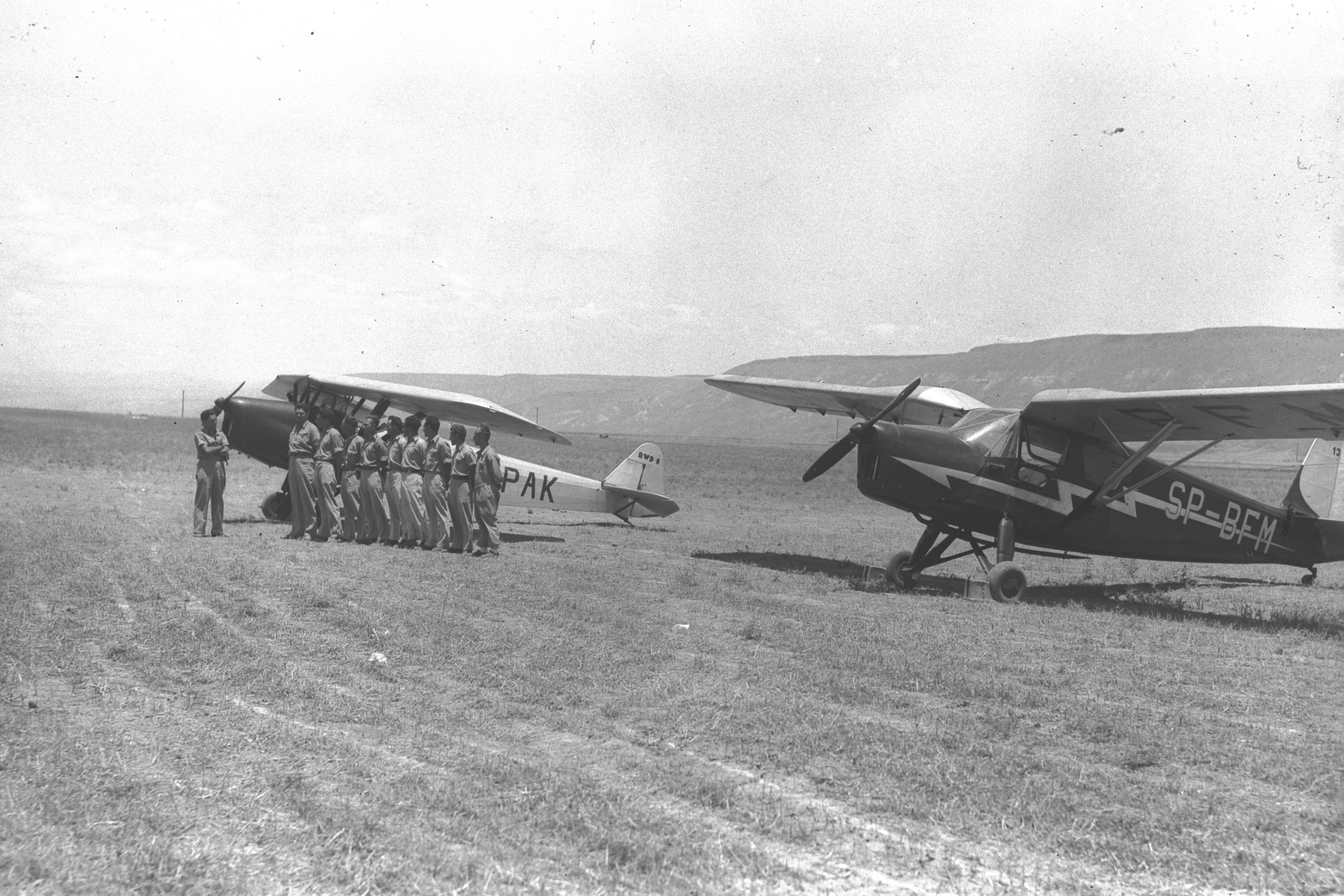
RWD-8 (po lewej) i RWD-13 (po prawej) w Palestynie 1938 r.

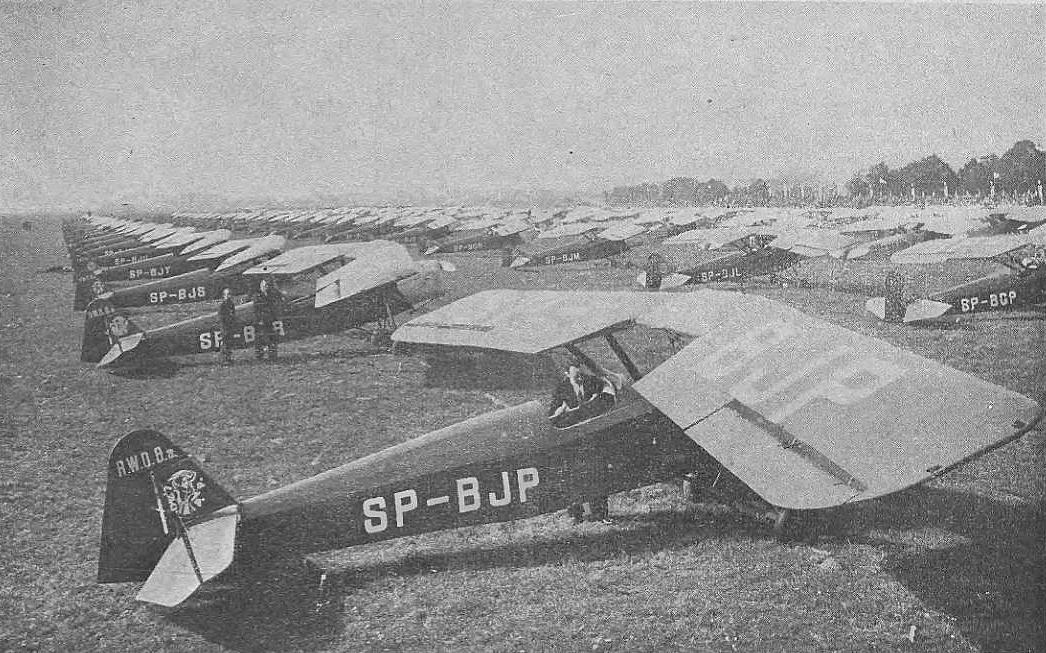
126 samolotów RWD-8 ofiarowanych przez społeczeństwo na rzecz armii (1937)

Samolot RWD-8 powstał na konkurs na samolot szkolny, ogłoszony przez Ligę Obrony Powietrznej i Przeciwgazowej (LOPP) pod koniec 1931. Projekt wstępny opracował pod koniec 1931 roku inż. Stanisław Wigura. Na podstawie tego projektu, w pierwszej połowie 1932, Stanisław Rogalski, Stanisław Wigura i Jerzy Drzewiecki w warsztatach Sekcji Lotniczej KMSPW na Okęciu w Warszawie opracowali projekt szczegółowy. Samolot otrzymał układ górnopłatu typu parasol z lekkim skosem płata w celu ułatwienia wsiadania do przedniej kabiny, a do jego napędu dobrano silnik rzędowy chłodzony powietrzem. Projekt ten pobił zdecydowanie wszystkich konkurentów i jesienią 1932 roku LOPP zamówiła dwa prototypy w Doświadczalnych Warsztatach Lotniczych.
Pierwszy prototyp RWD-8 zbudowany został na początku 1933 roku i otrzymał numer 63 oraz znaki rejestracyjne SP-AKN, a do jego napędu użyto silnika rzędowego Cirrus Hermes II o mocy 110 KM (81 kW) i o cylindrach stojących. Oblatał go pilot doświadczalny DWL Kazimierz Chorzewski. Drugi prototyp z silnikiem rzędowym de Havilland Gipsy III o cylindrach wiszących i mocy 120 KM (88 kW) otrzymał numer 61 i znaki rejestracyjne SP-AKL. Oba prototypy miały lotki z zawiasami na górnej powierzchni płatów, dochodzące do jego końców oraz ster kierunku o dość dużej wysokości. Podczas prób w locie okazało się jednak, że skuteczność lotek jest za mała, a siły, jakie trzeba przyłożyć na drążek sterowy, zbyt duże. Było to spowodowane użyciem samostatecznego profilu płata. Aby złagodzić to zjawisko, w prototypie ze znakami SP-AKL obcięto zewnętrzne części skrzydeł wraz z lotkami i dorobiono nowe, o mniejszym skosie krawędzi spływu i o profilu jak w samolocie RWD-5. Zabieg ten poprawił właściwości samolotu, stery stały się skuteczne i czułe, uzyskano też dobrą stateczność w pełnym zakresie prędkości lotu. Samolot RWD-8 po homologacji w Instytucie Badań Technicznych Lotnictwa w Warszawie został dopuszczony do szkolenia pilotażu podstawowego, treningu, holowania szybowców, skoków spadochronowych, lotów nocnych i lądowania w przygodnym terenie.
W 1934 roku samolot RWD-8 po wyposażeniu w silnik rzędowy Walter Junior o cylindrach wiszących i nowe lotki typu Friese, stanął do konkursu na wojskowy samolot szkolny, pokonując dwupłaty PZL-5bis i Bartel BM-4h. Uznano go za samolot bardzo stateczny, sterowny oraz prawidłowy w pilotażu i wybrano jako podstawowy wojskowy samolot szkolny oraz do lotniczego przysposobienia wojskowego.
Produkcję seryjną samolotu RWD-8 rozpoczęto w 1933 roku w warsztatach DWL na zamówienie LOPP i jeszcze w tym roku wyprodukowano 5 egzemplarzy. W związku z tym, że pod koniec 1933 roku ukazały się informacje o lotkach typu Friese, wykonano nowy płat dla samolotu o stałej cięciwie i zastosowano w nim nowy rodzaj lotek typu Friese. Taki samolot oblatano w lutym 1934 roku. Samolot ten wykazywał bardzo dobre właściwości lotne i stał się wzorcem dla dalszej produkcji seryjnej. Także wcześniej zbudowane egzemplarze wyposażono w nowe płaty.
Po wygraniu konkursu na wojskowy samolot szkolny, zaistniała konieczność wyprodukowania większej liczby samolotów, szczególnie że oprócz wojska samoloty tego typu miały znaleźć się na wyposażeniu aeroklubów. Ponieważ warsztaty DWL miały ograniczoną zdolność produkcyjną, wojsko zdecydowało podjąć produkcję samolotu w upaństwowionej Podlaskiej Wytwórni Samolotów, a jako wzorzec przekazano im prototyp ze znakami SP-AKL. Zakłady DWL przekazały wojsku licencję samolotu za darmo, jedynie za zwrotem kosztów opracowania samolotu. Odtąd PWS produkowała samoloty dla wojska i w niewielkiej liczbie dla aeroklubów, a DWL produkowały samoloty dla aeroklubów.
We wrześniu 1934 oblatano pierwszy seryjny samolot wyprodukowany w PWS. Samoloty produkowane w PWS dla wojska, różniły się nieco od modelu produkowanego przez DWL, głównie wyjmowaną przegrodą między kabinami, o innym kształcie i nieoprofilowanymi amortyzatorami podwozia, były one ponadto nieco cięższe.
Samoloty produkcji PWS oznaczane były RWD-8 PWS lub RWD-8 pws, w odróżnieniu od RWD-8 DWL (RWD-8 dwl).
Samoloty RWD-8 PWS miały początkowo zbyt ciasne pasowanie elementów układu sterowniczego, co powodowało nietypowe właściwości lotne objawiające się brakiem sił na sterach. Zjawisko to wyjaśnił pilot doświadczalny DWL-RWD Kazimierz Chorzewski. Po usunięciu defektu samoloty miały dobre właściwości lotne, choć piloci bardziej cenili maszyny produkcji DWL-RWD.
Od 1934 w obu wytwórniach zastosowano skrzydło z ulepszonymi lotkami typu Friese, co poprawiło sterowność poprzeczną samolotu i zmniejszyło siły na lotkach.
Od 1936 wyprodukowano 50 sztuk w wersji RWD-8a PWS, z dodatkowym zbiornikiem na 95 l paliwa w baldachimie płata, o zwiększonym zasięgu. 50 sztuk zbudowano w wersji dostosowanej do lotów nocnych, z reflektorem do lądowania i oświetleniem. W 1938 powstała odmiana do treningu skoków spadochronowych, wyposażona w poziomą deskę na prawej burcie, ułatwiającą skok. W niewielkiej serii produkowano też w PWS wersję z tylną kabiną zakrywaną żaluzją, do nauki pilotażu bez widoczności. Na samolotach można było montować rurowy stelaż z zaczepem do holowania szybowców. Jeden samolot produkcji DWL o znakach SP-AMD, wyposażono w polski silnik gwiazdowy Skoda G-594 Czarny Piotruś, konstrukcji inż. Stanisława Nowkuńskiego. Na bazie koncepcji samolotu RWD-8 zaprojektowano samolot szkolno-akrobacyjny RWD-17.
Łącznie wyprodukowano 600 samolotów RWD-8 (100 w DWL i 500 w PWS). Produkcja ich została zakończona na początku 1939. RWD-8 był najliczniejszym samolotem budowanym dla polskiego lotnictwa przed wojną i jednocześnie najliczniej produkowanym samolotem polskiej konstrukcji aż do lat 70., kiedy to wynik ten został pobity przez PZL-104 Wilga. O jego sukcesie zadecydowały: bardzo dobra stateczność podłużna i kierunkowa, wystarczająca stateczność boczna, niezawodny silnik o dobrze dobranej mocy, mocne podwozie o dość dużym skoku – wszystko to – przy dobrej sterowności i wyważonych siłach na sterach – sprawiało, że maszyna była łatwa w pilotażu, lubiana przez pilotów i świetnie się sprawdzała jako samolot szkolny.
Licencję na produkcję RWD-8 zakupiła Estonia, gdzie wyprodukowano jeden samolot (o znakach ES-RWD). Również jugosłowiańska firma Rogożarski wyprodukowała na licencji małą serię samolotów napędzanych silnikiem gwiazdowym Walter NZ-120. Czechosłowacja także zakupiła licencję, lecz nie podjęła produkcji RWD-8.
Po kampanii wrześniowej 101 samolotów tego typu wywieziono za granice: 57 do Rumunii, 40 na Łotwę, po dwa na Węgry i do Finlandii.

## Użycie

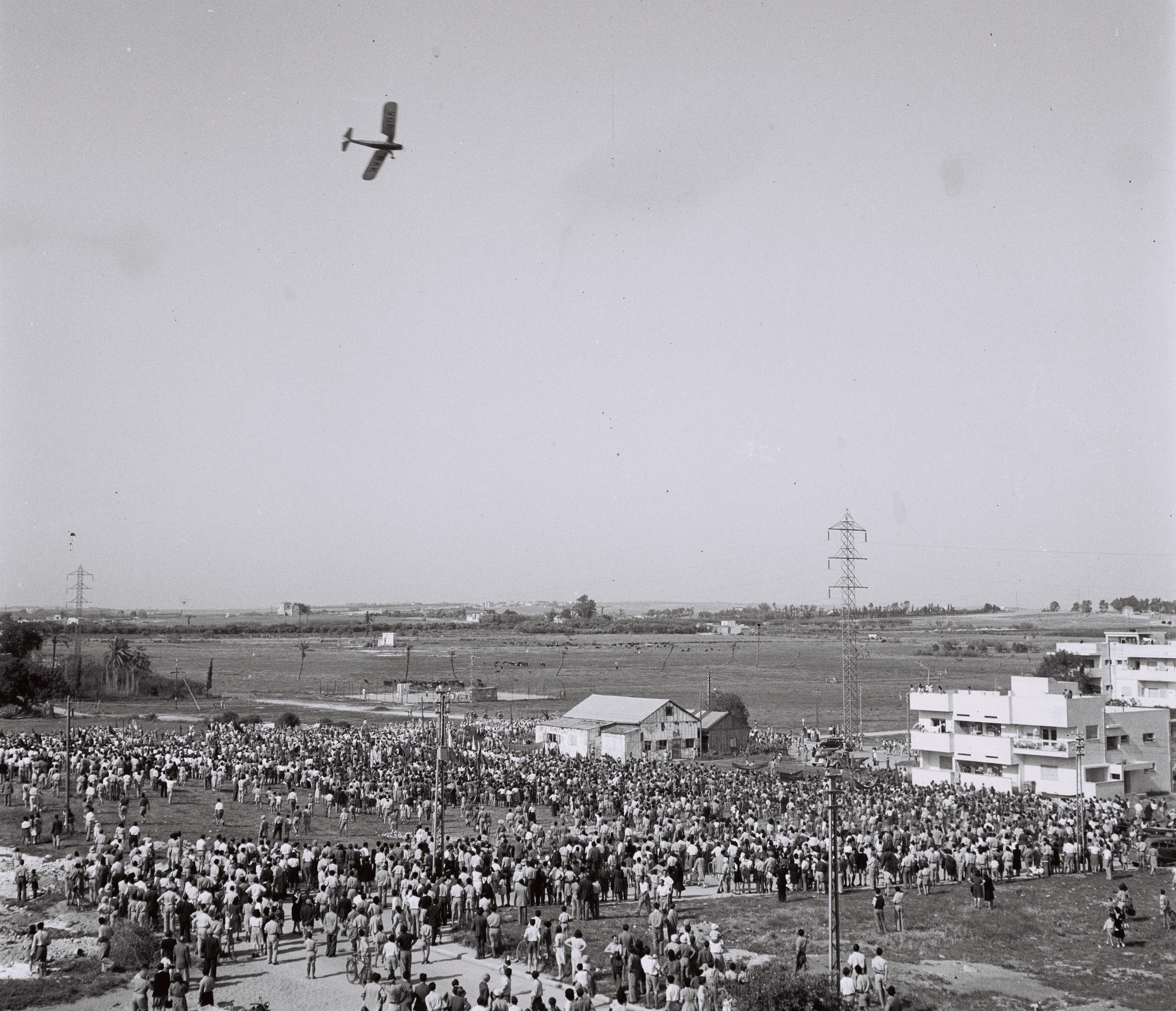
RWD-8 podczas pokazów nad Tel Awiwem w 1946

Samoloty RWD-8 były używane w polskim lotnictwie wojskowym od jesieni 1934, stając się podstawowym typem samolotu szkolenia wstępnego. Używane były w szkołach lotniczych w Dęblinie, Bydgoszczy i Krośnie oraz na obozach przysposobienia wojskowego. W listopadzie 1938 w lotnictwie wojskowym było 349 RWD-8, z czego 200 do szkolenia, 45 przewidziane na wyposażenie mobilizowanych plutonów łącznikowych i 104 w rezerwie.
RWD-8 używane były ponadto w lotnictwie cywilnym – aeroklubach. Kilkadziesiąt samolotów zostało zakupionych dla lotnictwa cywilnego ze zbiórek społecznych przez Fundusz im. Żwirki i Wigury, wiele było fundowanych przez instytucje. Samoloty te były używane także w polskim sporcie lotniczym, począwszy już od pierwszych prototypów w 1933. W 1934 samolot RWD-8 zajął pierwsze miejsce w VI Locie Południowo-Zachodniej Polski. Samoloty te prezentowane były także za granicą, w tym holując szybowce.
Niewielka liczba samolotów RWD-8 została wyeksportowana. Trzy samoloty RWD-8 DWL zostały zakupione przez przedstawicieli Hagany poprzez żydowską spółkę z Palestyny o nazwie Awiron (dwa nosiły znaki VQ-PAG i VQ-PAK). Na Bliskim Wschodzie służyły jako samoloty szkoleniowe Hagany, także wykorzystywano je do zwiadów i wykonywania zdjęć wiosek arabskich. Wycofano je ze służby jeszcze przed powstaniem Sił Powietrznych Izraela. Eksportowano je również do Hiszpanii (jedna sztuka), Maroka i Brazylii (po jednej sztuce RWD-8 PWS).
W sierpniu 1939 utworzono trzynaście plutonów łącznikowych wyposażonych w trzy samoloty RWD-8 każdy, w skład których weszło czterdzieści samolotów RWD-8. Plutony te działały w składzie poszczególnych jednostek lotniczych: 1, 2, 4 i 12 w składzie Brygady Bombowej, 13 w składzie Brygady Pościgowej, pozostałe w lotnictwie armijnym: 3 – Armia „Kraków”, 5 – Armia „Karpaty”, 6 – Armia „Poznań”, 7 i 8 – Armia „Pomorze”, 9 – Samodzielna Grupa Operacyjna „Narew”, 10 – Armia „Łódź”, 11 – Armia „Modlin”.

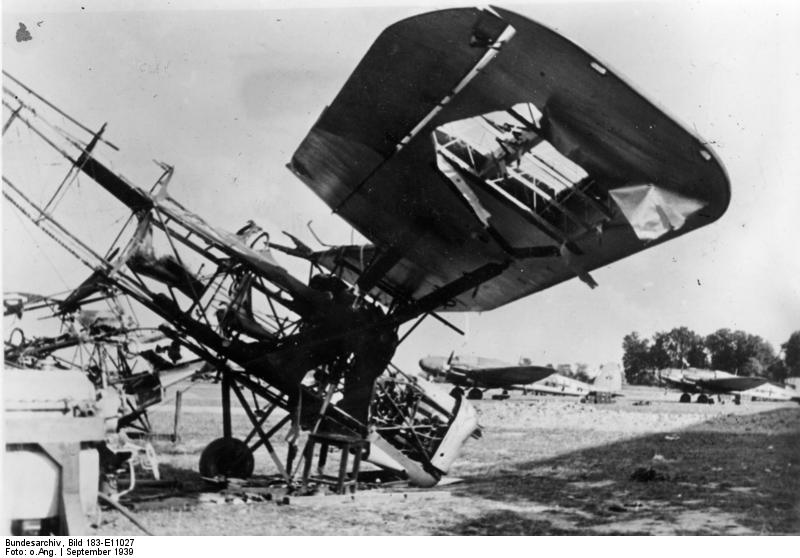
Samolot RWD-8 zniszczony podczas bombardowania lotniska

Zostały one użyte w czasie wojny obronnej Polski w 1939 jako samoloty łącznikowe (40 szt.). Co najmniej kilkanaście dalszych samolotów zostało zmobilizowanych w trakcie kampanii, używano ich także w improwizowanych jednostkach. Zaletą RWD-8 jako samolotu łącznikowego była możliwość startu i lądowania w przygodnym terenie, polscy piloci latali w celu uniknięcia ataków na małej wysokości, niemniej jednak ich służba należała do bardzo niebezpiecznych. Lotnicy z improwizowanego plutonu, sformowanego w Eskadrze Ćwiczebnej Obserwatorów w Dęblinie, wzięli udział w boju o Kamionkę Strumiłową, latając na rozpoznanie, a nawet obrzucając żołnierzy niemieckich granatami. Podobnie działały samoloty RWD-8 z plutonu lotniczego SGO Polesie, uczestniczące w bitwie pod Kockiem, będące ostatnimi polskimi samolotami na niebie podczas kampanii wrześniowej.
Duża liczba samolotów RWD-8 została zniszczona przez Niemców podczas bombardowań lotnisk lub spalona przez wycofujących się Polaków. 57 samolotów ewakuowano do Rumunii, ok. 40 na Łotwę i 2 na Węgry. Zaledwie kilkanaście sprawnych samolotów zostało zdobytych przez Niemców. Kilkanaście wpadło też w ręce radzieckie, w Polsce i później na Łotwie. Samoloty RWD-8 były używane następnie w Rumunii i na Węgrzech.
Żaden z samolotów nie przetrwał wojny w Polsce, jak również żaden nie był używany w Polsce po wojnie. Żaden nie zachował się też do czasów obecnych. Obecnie Muzeum Lotnictwa Polskiego w Krakowie buduje replikę tego samolotu.

## Opis konstrukcji

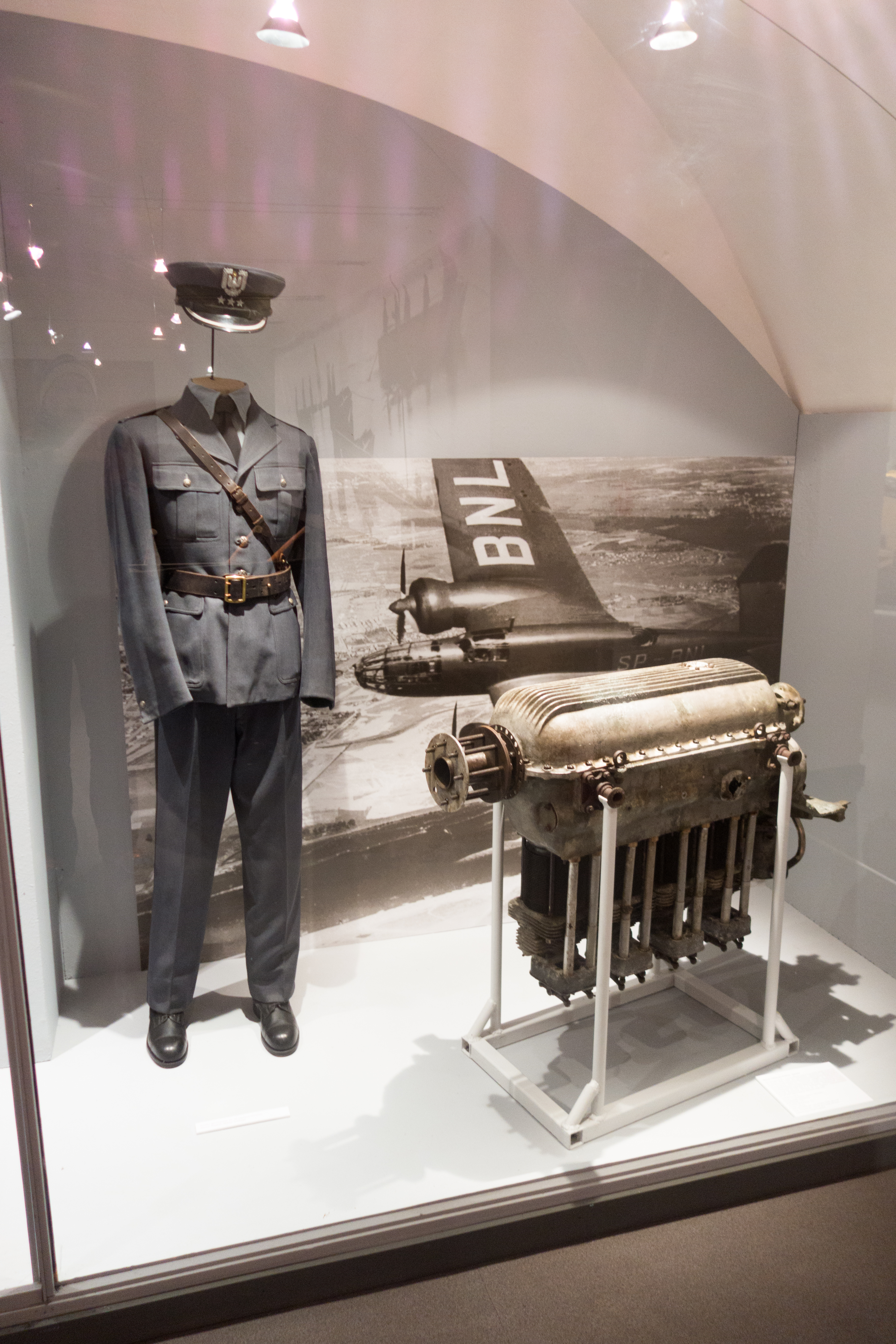
Mundur garnizonowy wz. 36 kapitana lotnictwa i silnik lotniczy PZInż. Junior na wystawie w Muzeum Polskiej Techniki Wojskowej

RWD-8 był dwumiejscowym samolotem szkolnym, o konstrukcji mieszanej ze skrzydłem typu parasol. Kadłub miał konstrukcję kratownicową, spawaną z rur stalowych, kryty płótnem; płat kryty płótnem i sklejką. Płat samolotu był skośny, podparty zastrzałami w kształcie V, składany do tyłu. Samolot miał usterzenie klasyczne.
Pilot i uczeń siedzieli w osobnych, odkrytych kabinach, wyposażonych w przeszklone wiatrochrony z przodu. Kabiny w układzie tandem, zaopatrzone były w podwójne przyrządy do sterowania, pierwsza kabina należała do ucznia, a tylna do instruktora. Górna część poszycia między kabinami mogła być w samolotach RWD-8 PWS wyjmowana, tworząc jedną kabinę. Zbiornik paliwa znajdował się w przodzie kadłuba, jego pojemność wynosiła 75 l (RWD-8 PWS) lub 85 l (RWD-8 DWL). Podwozie samolotu było klasyczne, stałe, koła były wyposażone w amortyzatory, z tyłu znajdowała się płoza ogonowa.
Napęd samolotu stanowił silnik rzędowy, 4-cylindrowy PZInż. Junior (licencyjny Walter Junior), chłodzony powietrzem, o mocy nominalnej 110 KM i startowej 120 KM. Na nielicznych samolotach stosowano podobne silniki Walter Major lub DH Gipsy Major o mocy nominalnej 120 KM. Silnik znajdował się w nosie kadłuba, był osłonięty blachą aluminiową. Silnik napędzał drewniane, dwułopatowe śmigło o stałym skoku.